# Android htc-2065.0.8.0.0
Android htc-2065.0.8.0.0 — самая ранняя известная сборка Android 1.x. Скриншоты этой сборки были опубликованы в блоге 5 мая 2012 года. Он считается утраченным во времени, потому что в Интернете не было найдено ни одной его копии, и ни одно устройство с ним не оставалось целым.